# Een dag op de grens
Een dag op de grens is een nummer van de Zeeuwse band BLØF uit 1999. Het is de vierde en laatste single van hun derde studioalbum Boven. 
Het nummer is opgenomen in de ICP Studios in het Belgische Brussel in januari/februari 1999. De tekst is geschreven door Peter Slager en de muziek is gecomponeerd door Paskal Jakobsen. De productie was in handen van Ronald Vanhuffel en Peter Bauwens. Bauwens was ook verantwoordelijk voor het strijkersarrangement van het nummer.
Het nummer werd een klein hitje in Nederland, met een 5e positie in de Tipparade.